# Pierre Potier
Pierre Potier (Bois-Colombes, 22 de agosto de 1934 — 3 de fevereiro de 2006) foi um farmacêutico e químico francês.
Foi diretor do Institut de Chimie des Substances Naturelles (ICSN), professor do Museu Nacional de História Natural (França), membro da Académie Nationale de Pharmacie, da Académie des Sciences, da Académie des Technologies e da Academia Europea.

## Biografia
Diplomado em 1957 na faculdade de farmácia do Institut de Chimie des Substances Naturelles (ICSN) de Gif-sur-Yvette, onde foi diretor de 1974 a 2000. Foi colaborador de Edgar Lederer, Derek Barton e Guy Ourisson.
Recebeu em 1998 a Medalha de Ouro CNRS.